# ウェスト・テキサス・インターミディエイト

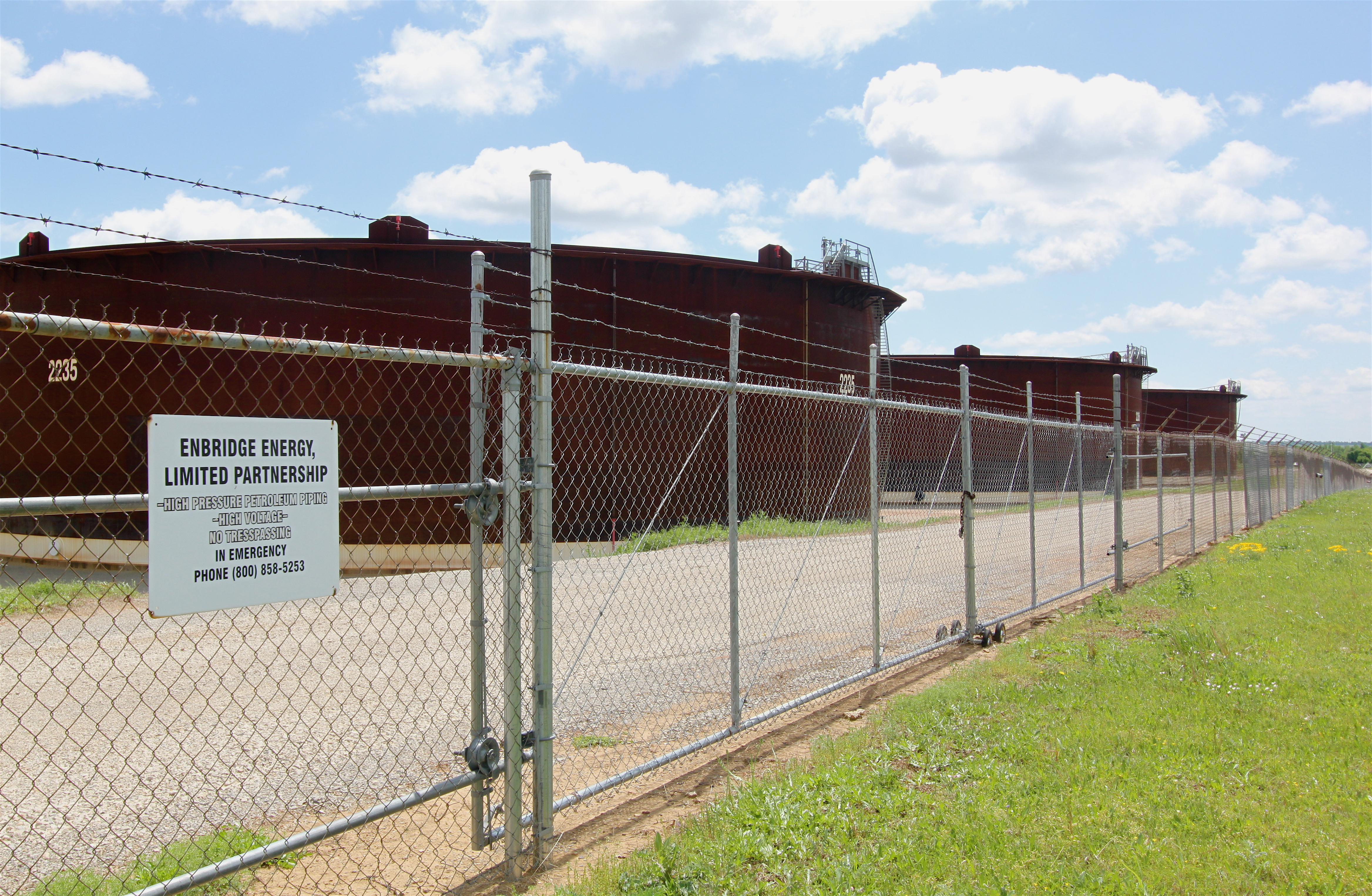
エンブリッジ社の2000万バレル原油基地

ウェスト・テキサス・インターミディエイト（英語: West Texas Intermediate、略: WTI）とは、アメリカ合衆国南部のテキサス州とニューメキシコ州を中心に産出される原油の総称。1つの油田の原油を表すものではない。ウェスト・テキサス・インターメディエイトともいう。アメリカ国内で産出される原油の6%、世界で産出される原油の1～2%ほどを占める。硫黄分が少ないため、ガソリンや石油製品の製造に適したAPI度が39.6（比重0.827）の軽質油である。

## 概要
WTI先物は、ニューヨーク・マーカンタイル取引所 (NYMEX) においてNYMEX Light Sweet Crude（軽質スイート原油）として取引が行われている。1983年5月に上場され、現在は同取引所の主要な取引品としての地位を確立している。ただしこれ以前にも、取引は行われていた。WTIの先物取引所がニューヨークにあるため、日本ではWTI先物を「ニューヨーク原油先物」「NY原油先物」とも表記する。
取引方法は下記の2種類である 。
| 種類                    | 取引時間 |
| ----------------------- | --- |
| 公開の競売取引          | 東部標準時（EST、UTC-5、日本時間-14） 午前9時から午後2時30分まで（5時間30分） （毎日)                                |
| 電子取引 （時間外取引） | 東部標準時 午後6時から翌日の午後5時15分まで（23時間15分、45分間の休止時間がある) （毎週日曜日から金曜日までの6日間） |

WTI価格はこの取引価格で決まり、その価格は世界の原油価格の中で最も有力な指標である。実際のWTIの産出量は、一日あたり100万バレルに満たないのに対し、WTI先物の一日あたり取引量は、その100倍の1億バレルを超えている。したがって、大きな価格変動（特に値上がり）が起きると、世界経済に直接、大きな影響を及ぼす。
また、取引量に比べ産出量はごくわずかのため、実際には他の原油をWTIと同質となるようにブレンドしたもので受け渡しが行われる。
米国は、1973年の第一次オイルショックを契機として、1975年に安全保障に関する法律により、米国産原油の禁輸措置を導入して以来、原油の輸出が禁止されていたが、2015年12月18日には、米国産原油の輸出を40年振りに解禁する、と報じられている。
なお、決済されたWTIの現物は、集油所のあるオクラホマ州カッシングで受け渡されるが、内陸部で港湾施設がないため、タンカーによる引き取りはできない。

## WTI価格の変動要因と性質
基本的に、WTIの価格はアメリカ国内の原油現物市場を反映したものである。過去には受け渡し拠点のクシンの地理的条件から原油の流通量に限界があり、価格が偏る事態が発生していたが、パイプラインの整備や輸入原油の導入などにより、国際価格を反映できるよう改善した。しかし、アメリカの価格を大きく反映する傾向は否めず、暖房用の精製油の消費量を左右する北米の冬の天候が暖かくなると価格が低下、寒くなると上昇する。また、メキシコ湾岸にハリケーンの被害が及ぶと石油精製施設の稼働率が下がるため、価格が上昇する。
もちろん、原油市場全体に一様に見られる、原油生産国の政情不安による価格変動もみられる。また、世界全体での資金の流れの動向にも影響を受けていると見られ、近年は金融市場や株式市場の低迷や不安定化により、WTIをはじめとした原油や金などの商品市場に資金が流入する傾向にある。
NYMEXでのWTIの取引が始まった当初は、専門の投資家による取引が多かったが、一般の個人投資家やヘッジファンドによる取引、インターネットを通した取引の割合が増加してきている。通常、取引の多くはスプレッド取引やアウトライトといった手法の取り引きが多いが、価格の変動が大きいときには投機的な取引が増える。
2000年代前半から、中華人民共和国やインドといった新興国の経済成長に伴い石油製品の需要が増加し、価格が一時高騰した。また、価格が初めて70ドル/バレルを突破した2005年ごろから、投機的な取引による暴騰が指摘されるようになった。暴騰の原因としては、価格高騰によって増えたオイルマネーのさらなる流入、バイオエタノールとの関連性などが考えられている。
また2010年以後はアメリカのカナダ重質原油輸入量が増えたためWTI価格が低く抑えられるようになり、北海ブレント先物価格の方が世界の石油相場を正しく反映しているとの声もある。国際的な指標となるのは、ブレント原油価格。アメリカの原油価格の指標とされるのは、ウェスト・テキサス・インターミディエートとの位置づけである（2014年現在）。
価格変動は、世界の経済活動と原油生産量に左右されるが、2020年には新型コロナウイルス感染症の流行が各国に拡大、極端な経済活動、人的移動が減退が生じた。このためWTI原油先物価格は同年1月の50ドル/バレル近辺から同年3月には20ドル/バレル近辺へと下落、さらに4月20日には、オクラホマ州クッシングの原油受け渡し場所の貯蔵施設が近々満杯になり、原油の現物保有者が原油保管費用を追加負担することになるとの予想を受けて5月渡しの先物価格が暴落。WTI史上初のマイナスを記録した。これはWTIの取引の事情によるもので、同日の北海ブレントの先物清算値は下落はしたものの25ドル/バレル台となっている。

## WTI先物価格の推移

WTIスポット価格の推移

NYMEX Light Sweet Crude先物、通常取引終値価格の毎年の推移である。価格は全て1バレル当たりで、基準通貨はアメリカ合衆国ドル（単位:$/バレル）。日付は東部標準時に基づく。
| 年                                   | 最安値 | 平均値 | 最高値 | 参考 |
| ------------------------------------ | ------ | ------ | ------ | --- |
| 1996年                               | 17.58  | -      | 28.10  | |
| 1997年                               | 17.78  | -      | 26.63  | |
| 1998年                               | 10.72  | -      | 17.83  | |
| 1999年                               | 11.37  | -      | 26.93  | |
| 2000年                               | 23.25  | -      | 37.20  | |
| 2001年                               | 17.45  | -      | 32.19  | 9月、同時多発テロの影響で急落、11月には下落幅は約10ドルに。 |
| 2002年                               | 17.97  | -      | 31.37  | |
| 2003年                               | 25.49  | -      | 37.78  | イラク戦争を前に、ベネズエラのストが重なり急騰、2月・3月と37ドル台に。4月には25ドル台に下落。 |
| 2004年                               | 32.48  | -      | 55.17  | |
| 2005年                               | 42.12  | -      | 69.81  | 8月、ハリケーン・カトリーナ被害に伴う石油精製中断で高騰し時間外取引で70ドル台、その後50ドル台に下落。 |
| 2006年                               | 55.81  | -      | 77.03  | 4月、イランへの制裁の懸念から高騰し時間外取引で75ドル台に、7月前後はレバノン侵攻の影響が加わり77ドル台に高騰。その後50・60ドル台を推移。 |
| 2007年                               | 50.48  | -      | 97.70  | 8月に78ドル台、その後サブプライムローン問題による金融不安から下落。好景気、石油類の在庫不足、イラク問題、原油の減産、ドル安などの諸要因から、9月に80ドル台、11月には時間外取引で99ドル台に高騰。 |
| 2008年                               | 86.99  | -      | 146.40 | 年初日の取引で100ドルの大台を突破、その後時々下落しながらも、産油国の政情不安や需給情報などでたびたび急騰し上昇傾向。上昇の要因は主に、儲けを狙った投機的取引とアメリカのドル安であり、その背景にはサブプライムローン問題もあると見られている。7月11日には史上最高値147.27ドルを記録したが、その後は急速な下落傾向に転じた。深刻化する原油高騰が、世界各国でインフレや石油製品の買い控えを招き、需要の減少が鮮明になってきたことが原因と見られ、投機的取引を規制する動きが始まったことも価格を下げたとみられる。 |
| 2015年                               | 34.73  | -      | -      | |
| - 出典: - 2015年12月18日現在の情報。 |        |        |        | |